# 李本楠
李本楠（1723年—？），山東惠民人，清朝政府官員。拔貢出身。

## 生平
乾隆三十一年（1766年）知福清。乾隆三十五年（1770年）接替張所受，擔任臺灣府北路理番同知。該官職品等則為正五品，專司負責北台灣之臺灣原住民與漢人開墾番地之業務。